# جمعية كشافة جزر البهاما
جمعية كشافة جزر البهاما هي المنظمة الكشفية الوطنية في جزر البهاما، ونعود جزر البهاما من قبل البريطانيين وتأسست رسميا في عام 1913، وأصبحت عضوا في المنظمة العالمية للحركة الكشفية في عام 1974. وشاركت بالعديد من الأنشطة التعليمية و لديها 1060 عضوا اعتبارا من عام 2011.
حصل البرنامج الكشفي دعم شعبي كبير من المجتمع والاعتراف من جانب الحكومة. وتشارك الجمعية في المحافظة على الأنواع المهددة بالانقراض من الأسماك. الكشافة البحرية هو عنصر هام من عناصر الكشافة في جزر البهاما. يركز البرنامج على تطوير وعي الشباب نحو التعليم والمشاركة في المجتمع، فضلا عن قيم الأسرة.
الكشافة تملك موقع ترفيهي مساحتة 30 فدان في قرية أديلايد، نيو بروفيدانس. وقد تبرع الموقع إلى الكشافة من قبل حكومة جزر البهاما في عام 1926. وهو يستخدم لأنشطة عديدة مثل التخييم والمشي لمسافات طويلة.

## روابط خارجية
- جمعية كشافة جزر البهاما

‌